# Diszkrecionális kiadások
Az amerikai államháztartásban a diszkrecionális kiadások (angolul: discretionary spending(s)) a kormányzati kiadások, amelyeket előirányzati törvényjavaslaton keresztül hajtanak végre. Ezek a kiadások a költségvetési politika választható részét képezik, ellentétben a szociális programokkal, amelyek finanszírozása kötelező és a nagyságát a jogosultak száma határozza meg. Néhány példa a diszkrecionális kiadások által finanszírozott területekre: a nemzetvédelem, a külföldi segélyek, az oktatás és a közlekedés.